# Petar Ozretić
Petar Ozretić (Split, 27. veljače 1920. – Split, 30. studenog 1996.) bio je hrvatski veslač. Nastupio je na Olimpijskim igrama 1948. u Londonu u osmercu gdje je natjecanje završio u repesažu. 